# Ovidiu-Florin Orțan
Ovidiu-Florin Orțan (n. 21 mai 1968

) este un senator român, ales în 2016. 